# New England Patriots 1974
La stagione 1974 dei New England Patriots è stata la 5ª della franchigia nella National Football League, la 15ª complessiva e la seconda con Chuck Fairbanks come capo-allenatore. La squadra concluse con 7 vittorie e 7 sconfitte al terzo posto della AFC East division.
Questa fu la prima stagione dal 1966 che i Patriots non conclusero con un record negativo. Dopo avere vinto tutte le prime cinque gare, ne persero sette delle successive nove a causa degli infortuni e di un calendario fattosi più impegnativo. Uno sciopero di tutti i giocatori della lega durante il training camp e la pre-stagione permise a diversi nuovi giocatori di entrare in squadra, con Fairbanks che adottò uno nuovo schema offensivo.

## Calendario
| Turno | Data  | Avversario           | Risultato | Stadio               | Record | Pubblico |
| ----- | ----- | -------------------- | --------- | -------------------- | ------ | -------- |
| 1     | 15/9  | Miami Dolphins       | V 34–24   | Schaefer Stadium     | 1–0    | 55,006   |
| 2     | 22/9  | at New York Giants   | V 28–20   | Yale Bowl            | 2–0    | 44,082   |
| 3     | 29/9  | Los Angeles Rams     | V 20–14   | Schaefer Stadium     | 3–0    | 61,279   |
| 4     | 6/10  | Baltimore Colts      | V 42–3    | Schaefer Stadium     | 4–0    | 59,502   |
| 5     | 13/10 | at New York Jets     | V 24–0    | Shea Stadium         | 5–0    | 57,825   |
| 6     | 20/10 | at Buffalo Bills     | S 28–30   | Rich Stadium         | 5–1    | 78,935   |
| 7     | 27/10 | at Minnesota Vikings | V 17–14   | Metropolitan Stadium | 6–1    | 48,177   |
| 8     | 3/11  | Buffalo Bills        | S 28–29   | Schaefer Stadium     | 6–2    | 61,279   |
| 9     | 10/11 | Cleveland Browns     | S 14–21   | Schaefer Stadium     | 6–3    | 61,279   |
| 10    | 17/11 | New York Jets        | S 16–21   | Schaefer Stadium     | 6–4    | 57,115   |
| 11    | 24/11 | at Baltimore Colts   | V 27–17   | Memorial Stadium     | 7–4    | 34,782   |
| 12    | 1/12  | at Oakland Raiders   | S 26–41   | Oakland Coliseum     | 7–5    | 50,120   |
| 13    | 8/12  | Pittsburgh Steelers  | S 17–21   | Schaefer Stadium     | 7–6    | 52,107   |
| 14    | 15/12 | at Miami Dolphins    | S 27–34   | Miami Orange Bowl    | 7–7    | 56,920   |

## Classifiche
| AFC East             | AFC East | AFC East | AFC East | AFC East | AFC East | AFC East | AFC East | AFC East | AFC East |
|                      | V        | S        | P        | %        | DIV      | CONF     | PF       | PS       | Str.     |
| -------------------- | -------- | -------- | -------- | -------- | -------- | -------- | -------- | -------- | -------- |
| Miami Dolphins       | 11       | 3        | 0        | .786     | 6–2      | 9–2      | 327      | 216      | V3       |
| Buffalo Bills        | 9        | 5        | 0        | .643     | 5–3      | 7–4      | 264      | 244      | S2       |
| New England Patriots | 7        | 7        | 0        | .500     | 4–4      | 4–7      | 348      | 289      | S3       |
| New York Jets        | 7        | 7        | 0        | .500     | 4–4      | 5–6      | 279      | 300      | V6       |
| Baltimore Colts      | 2        | 12       | 0        | .143     | 1–7      | 1–10     | 190      | 329      | S4       |